# Джамбо (гитара)

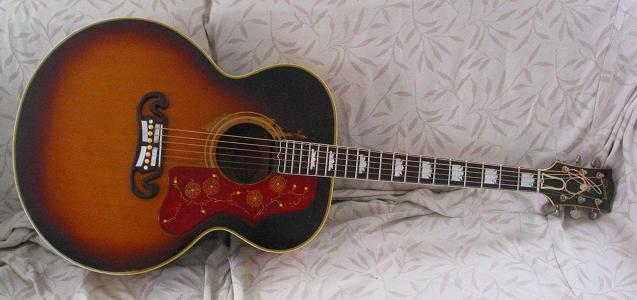
Гитара Gibson J-200 типа «джамбо»

Джа́мбо (англ. Jumbo — громадина, великан; от имени знаменитого циркового слона) — тип акустической или электроакустической гитары: инструмент со стальными струнами, большим корпусом, плоской верхней декой и округлыми линиями обвода. Гитары типа джамбо широко распространены среди кантри-гитаристов. Джамбо вместе с дредноутами образуют класс так называемых вестерн-гитар. Одна из наиболее известных гитар джамбо — модель Gibson J-200, выпускаемая с 1937 года.
Гитары сходной формы, но более крупного размера носят название супер-джамбо.